# 레나토 포제토

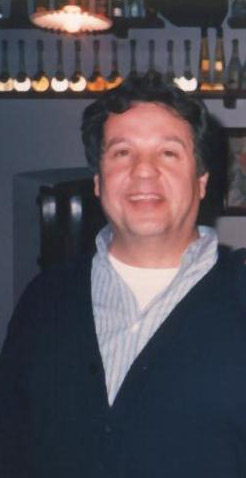

레나토 포제토(Renato Pozzetto, 1940년 7월 14일 ~ )는 이탈리아의 배우, 영화 감독, 각본가, 가수, 영화배우이다.

## 영화
- 이 사랑스런 놀라움 (2015년)
- 오기 스포시 (2009년)
- 언 아모레 수 미주라 (2007년)
- 둘이 합쳐 아이큐 100 3 (1994년)
- 둘이 합쳐 IQ 100 2 (1992년)
- 둘이 합쳐 아이큐 100 (1990년)
- 부로 (1989년)
- 소노 포토제니코 (1980년)
- 오, 세라피나! (1976년)